# Вулиця Базарна (Запоріжжя)
В́улиця Баз́арна — вулиця в Олександрівському районі міста Запоріжжя. Розпочинається від річки Мокра і закінчується вулицею Гоголя біля Центрального ринку. Протяжність вулиці — 0,75 км.
19 лютого 2016 року Рішенням Запорізької міської ради № 75, керуючись Законом України «Про місцеве самоврядування в Україні», відповідно із Законом України про засудження комуністичного та націонал-соціалістичного режимів, вулиці Анголенка відновлена історична назва — вулиця Базарну.
Вулиця Базарна перетинає вулиці:
- Академіка Амосова;
- Святого Миколая;
- Поштова;
- Соборний проспект;
- Олександрівська;
- Гоголя.

## Історія
Вулиця утворена на рубіжі ХІХ—ХХ століть під первинною назвою — Базарна. Вулиця Базарна була забудована головним чином прибутковими будинками та невеликими готелями. На території між сучасними вулицями Поштовій, Базарній та Покровській існувала Базарна площа, яка виникла наприкінці XIX століття.
У 1920-х роках вулиця отримала назву Анголенка, на честь революціонера Анголенка Олександра Юхимовича (1983—1921) — «олександрівського Павки Корчагіна», на якій він проживав. Олександр Анголенко був простим робітником, але пізніше він став членом підпільної більшовицької групи на заводі «ДЕКА» і брав активну участь у Жовтневому перевороті. Згодом він став молодим командиром загону червоногвардійців. У роки громадянської війни брав участь у боях проти армій Денікіна, Врангеля та Махна. Після встановлення радянської влади працював в Олександрівській міській раді. Жив із сім'єю на вулиці Базарній в одноповерховому будинку. 1920 року Олександр Анголенко загинув від рук білогвардійців у дніпровських плавнях Великого Лугу, де заготовляв із загоном дрова для городян. Похований Олександр Анголенко у братській могилі в Запоріжжі, у сквері на майдані Волі.
На вулиці Базарній, 4 знаходився Будинок народної школи архітектора М. Кондратьєва, який побудували у 1910—1912 роках. Архітектор М. Кондратьєв також працював над чоловічою гімназією на сучасній  Університетській вулиці, 66, де нині розташований 1-й корпус Запорізького національного університету. Понад 50 років у будинку знаходилися навчальні заклади. З 1974 року тут розташовувався відділ урядового фельд'єгерського зв'язку, який працює і нині. Поруч, на вулиці Базарній, 2, знаходиться будівля військової прокуратори Запорізького гарнізону.
У будівлі на вулиці Базарній, 7 розміщувався прибутковий будинок провізора та мецената Августа Ріхтера. Двоповерхову будівлю з червоної цегли побудували 1907 року, в архітектурі будинку поєднані стиль пізньої еклектики, елементи ренесансу та класики. На першому поверсі була аптека Ріхтера, на другому, згідно архівних матеріалів, практикував дитячий отоларинголог Кроник. Прикраса будинку — балкон з кованою металевою огорожею та ажурним навісом.
На перетині вулиці Поштової, 25 та Базарної, 12 розташовувався прибутковий будинок Лурьє та Вірника. Спочатку будівля мала один поверх, У 1910 році за проєктом Ф. Пекутовського було побудовано другий поверх, оновлено приміщення, розпочав роботу фешенебельний «Гранд-Готель».
Житловий будинок по вулиці Базарній, 14-А був відомий усім кіноманам 1950-х років, адже тут знаходився кінотеатр «Комсомолець». Будинок побудовий за проєктом архітектора Л. Я. Штейнфаер, який також працював над реконструкцією будівлі, де нині розташований готель «Театральний».
Базарна площа розташовувалася прямо перед колишнім готелем «Росія». Нині на місці готелю побудований великий післявоєнний будинок в стилі «сталінського ампіру». Той, в якому колись був розташований кінотеатр «Комсомолець» (нині — розважальний центр «Патріот»). Тривалий час Базарна площа була центральною у місті. Повз неї до Привозу (нині — Центральний ринок) простягається однойменна вулиця.
«Гранд-Готель» розташовувався на перетині вулиці Базарній, 12 та Катеринославської вулиці. Іноземну назву походження мав на вивісках тому, що господарі закладів зобов'язані були платити спеціальне мито. Будівлю готелю було перебудовано з одноповерхового будинку у 1909 році. Перебудова будівль була на той час поширеною практикою в Олександрівську — зайві квадратні метри приносили господарям дохідних будинків додаткові дивіденди. Проєкт перебудови будинку Лурьє та Вірника розробив технік Олександрівської управи Пікутовський. Будівлі притаманні типові риси популярного у Олександрівську «цегляного стилю»: цегляні пояски, пілястри, складні налічники вікон.
Між Соборною площею та вулицею Базарною розташований сквер Піонерів. У 1950-х роках це місце було облюбоване різними маргінальними персонажами та одним з найулюбленіших місць відпочинку городян. Сквер Піонерів, в народі отримав назву — Новий сад, виник на цьому місці після Другої світової війни. На цьому місці мешканці старої частини міста проводили дозвілля, а також було найпопулярнішим місцем для фотосесій. Фотографи несли тут свою трудову вахту. Головна визначна пам'ятка скверу Піонерів — фонтан «Дружба» (іноді називають «Піонерська дружба»). Фонтан виник у 1950 році спочатку просто як чаша, без скульптурної композиції. Скульптура піонерів над фонтаном з'явилися лише у 1952 році. Автором двоярусної композиції був відомий запорізький скульптор Михайло Худас. Його роботи, наприклад, можна побачити також над будівлею залізничного вокзалу Запоріжжя I і на музично-драматичному театрі імені Миколи Магара. Скульптурна композиція була представлена у вигляді фігур піонерів, що тримаються за руки і як би прагнуть вперед. До наших часів не зберігся верхній ярус фонтану, який мав вигляд високого п'єдесталу, на якому знаходилися дві статуї. Примітно, що точний вік фонтану «Дружби» в Запоріжжі не можуть встановити навіть працівники інспекції з охорони пам'яток, оскільки неясно, до якого типу споруд його віднести — архітектурного або історичного. Якщо врахувати, що всі виросли в період існування СРСР були піонерами, то фонтан «Дружба» є унікальним за своїм як історичним, так і архітектурному значенням. Оскільки більш ранніх пам'яток у Запоріжжі не збереглося, то фонтан був зарахований до історичного надбання.
Колись улюблене місце відпочинку місцян з роками прийшло у занепад. Причому, про жалюгідний стан фонтану і його околиць місцева преса почала писати ще у 1976 році:
|  | У жахливому стані фонтан «Дружба». Він був створений ще у 1952 році. Колись фонтан працював, в його прозорій воді гралися малюки, а поруч фотографувалися городяни та гості міста. На жаль, тепер частина скульптурної групи зруйнована. Від фарбування і побілки особи тутешніх піонерів мають «спотворений вигляд» |

. Біля фонтану «Дружба» розташовувалася і запорізька «Брехалівка» — місце тусовки та палких дискусій місцевих уболівальників. Спортивні новини приходили з великим запізненням. Ось і любили тогочасні «фанати» збиратися у офлайн-режимі, щоб поділитися плітками та свіжими вісточками зі спортивних майданчиків. У сквері розташовувалися газетні стенди, де регулярно вивішували і свіжу спортивну пресу. Точна назва скульптурної композиції спірна. На схематичному плані 1970-х років вона має назву «декоративна скульптурна група "Юні піонери"». Коли саме з'явилася назва «Дружба», наразі встановити не вдалося, але в нинішніх документах скульптура має саме таку назву.
11 грудня 2019 року розпочалися роботи у сквері Піонерів, в якому і розташований «Фонтан Дружби», який вже багато років знаходився у незадовільному стані. Реконструкцією композиції фонтану міською владою було вирішено не обмежуватися, а виконати роботи з благоустрію всього скверу, щоб  запоріжці отримали ще один облаштований сучасний сквер. На реконструкцію скверу з бюджету міста було виділено близько 17 млн гривень.
У березні 2020 року в сквері Піонерів були знайдені залишки торгових рядів Старого Олександрівська. В результаті археологічних досліджень під час проведення робіт з реконструкції елементів благоустрою скверу Піонерів були виявлені цегляні та гранітні сходи до лавки нижнього гостинного ряду торгових рядів, що знаходився сучасною вулицею Поштовій. Лавка до 1917—1918 років належала олександрівському купцю Абраму Мойсейовичу Геншафту. Торгові ряди на Базарній площі Старого Олександрівська розташовувались на місці сучасного скверу Піонерів у 1874—1905 та 1911—1943 роках. Торгові ряди мали три паралельні ряди лавок, обмежені сучасним Соборним проспектом, вулицями Благовіщенською, Поштовою та Базарною та були зруйновані під час визволення Запоріжжя у (1943) році.
6 жовтня 2020 року урочисто презентували реконструйований сквер Піонерів, який за ініціативою міського голови Володимира Буряка його перетворили із запущеного куточка на красиве та сучасне місце відпочинку. У сквері проведено масштабне озеленення, облаштований тротуарною плиткою та декорованими лавками. Родзинкою мініпарку стала оновлена скульптурна композиція «Дружба».
Однією з фішек скверу Піонерів стала археологічна знахідка, яка була виявлена під час реставраційних робіт. Це сходи до лавок Нижнього Гостиного ряду торгових рядів — знахідка 1873 року побудови. Над пам'яткою встановлено спеціальне скло. Всі бажаючі зможуть побачити її з облаштованого оглядового майданчика. Скульптурний ансамбль точно відповідає оригіналу 1952 року. На постаменті встановлені п'ять пар фігур, які символізують єдність п'яти континентів.
На початку червня 2020 року біля зупинки громадського транспорту «Вулиця Базарна», що знаходиться біля Центрального міського ринку (в народі «Анголенка»), і кожен день переходять дорогу сотні людей. Незважаючи на те, що зовсім поруч є підземний перехід, багато хто просто перебігають дорогу в недозволеному місці і потрапляють під машини, оновлена огорожа вздовж Соборного проспекту. Серед таких випадків є і зі смертельним випадками.

## Об'єкти
- буд. № 2/30 — Військова прокуратура Запорізького гарнізону
- буд. № 4 — Державне підприємство спеціального зв'язку
- буд. № 7 — КП «Зеленбуд»
- буд. № 14 — Розважальний комплекс «Патріот»
- буд. № 17 — АТБ-Маркет
- буд. № 18 — Кафе «Старе місто»
- Торговельні ряди вулицею Базарною (від Соборного проспекту до Центрального ринку)
- Великий Базар
- Численні крамниці та аптеки
- Салони мобільного зв'язку Vodafone Україна та Lifecell.

## Галерея

Житловий будинок на вулиці Базарній, 14
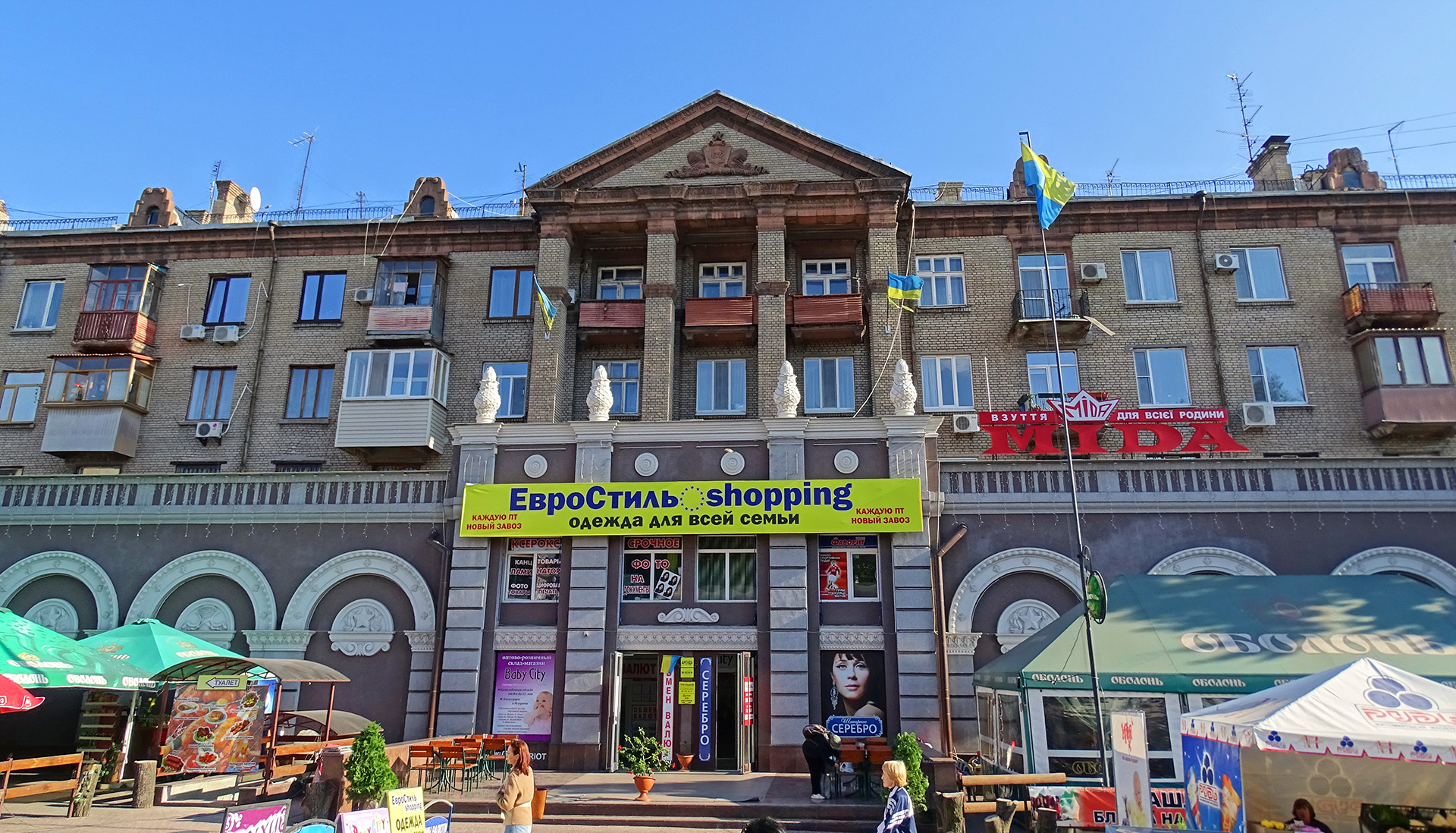
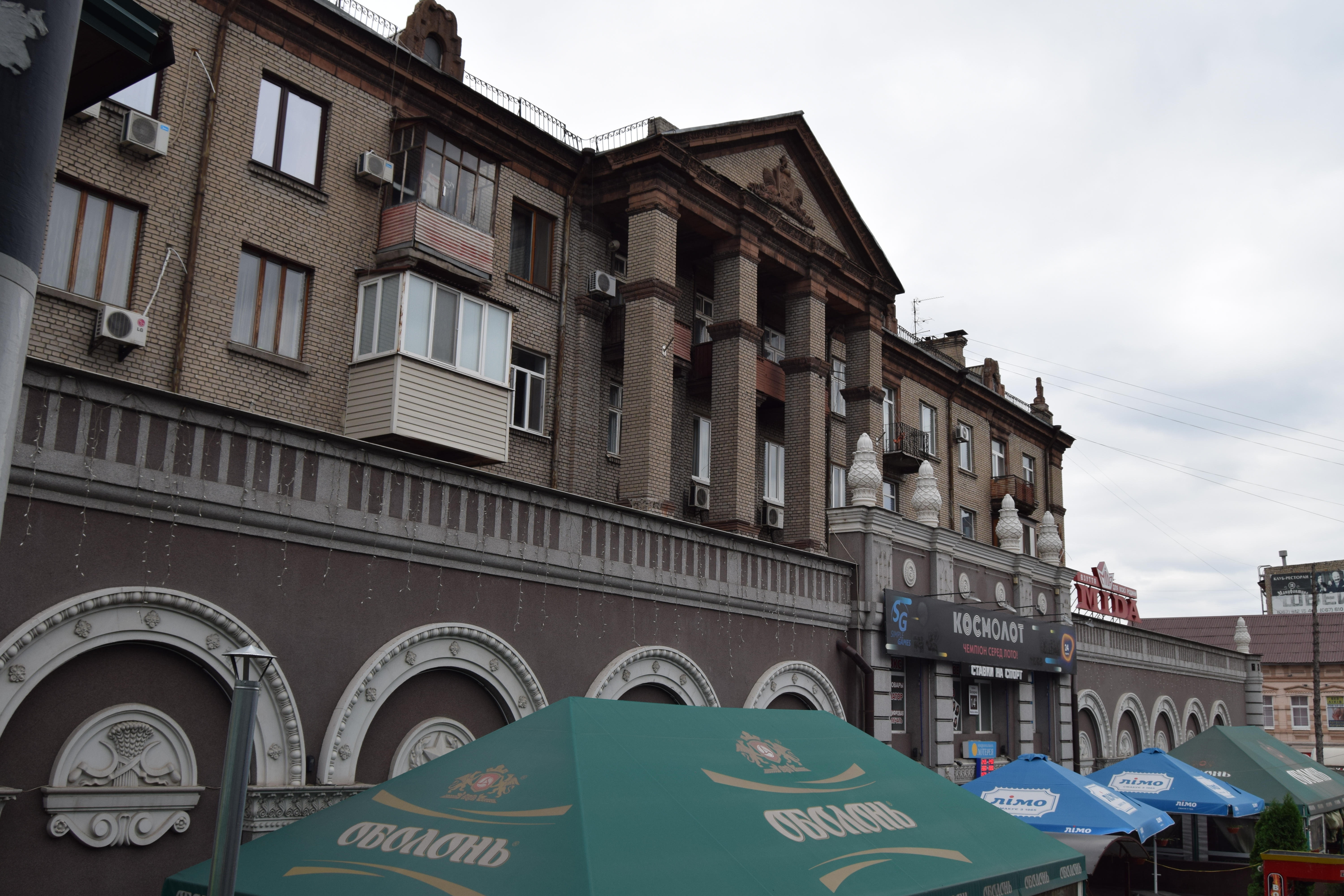
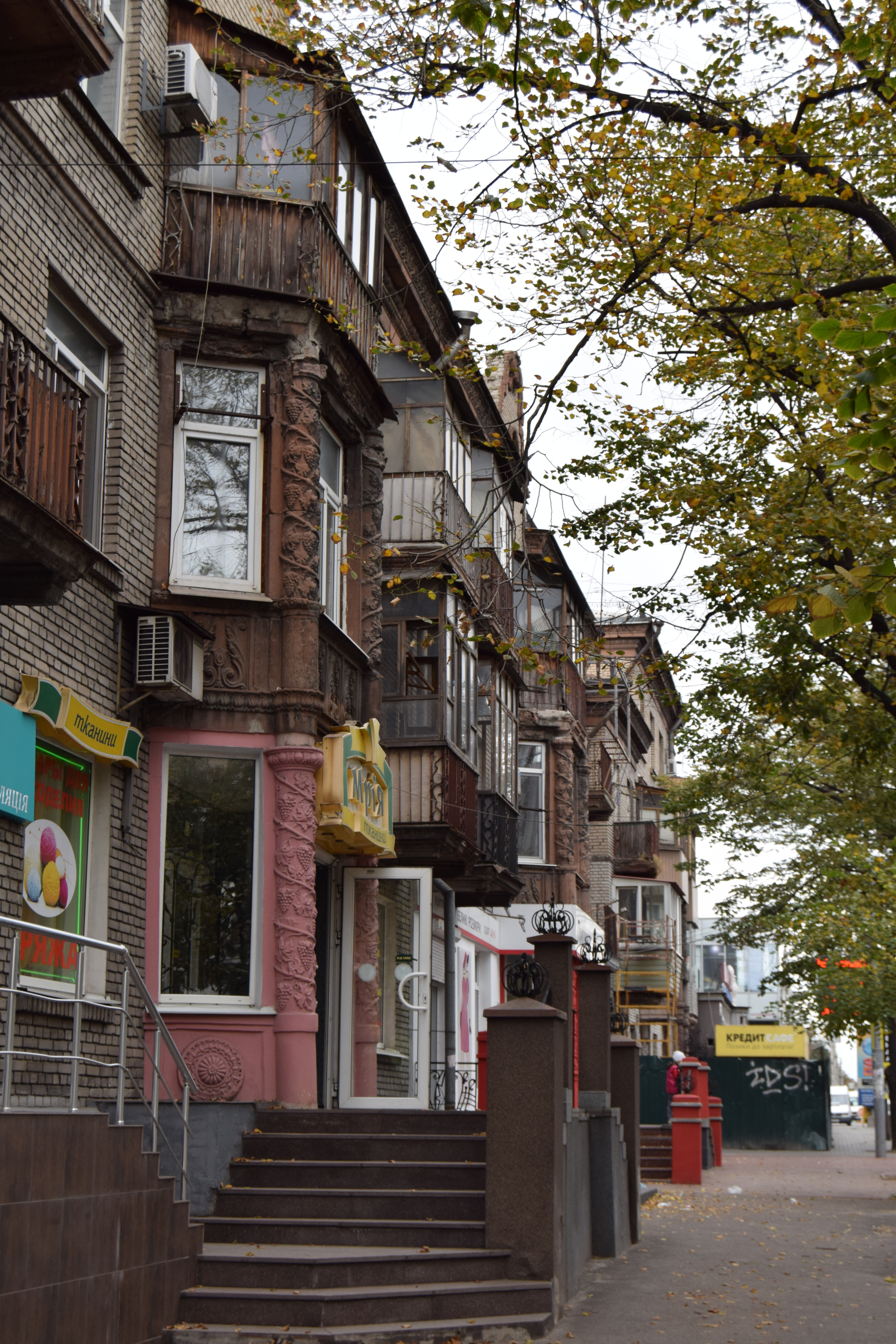
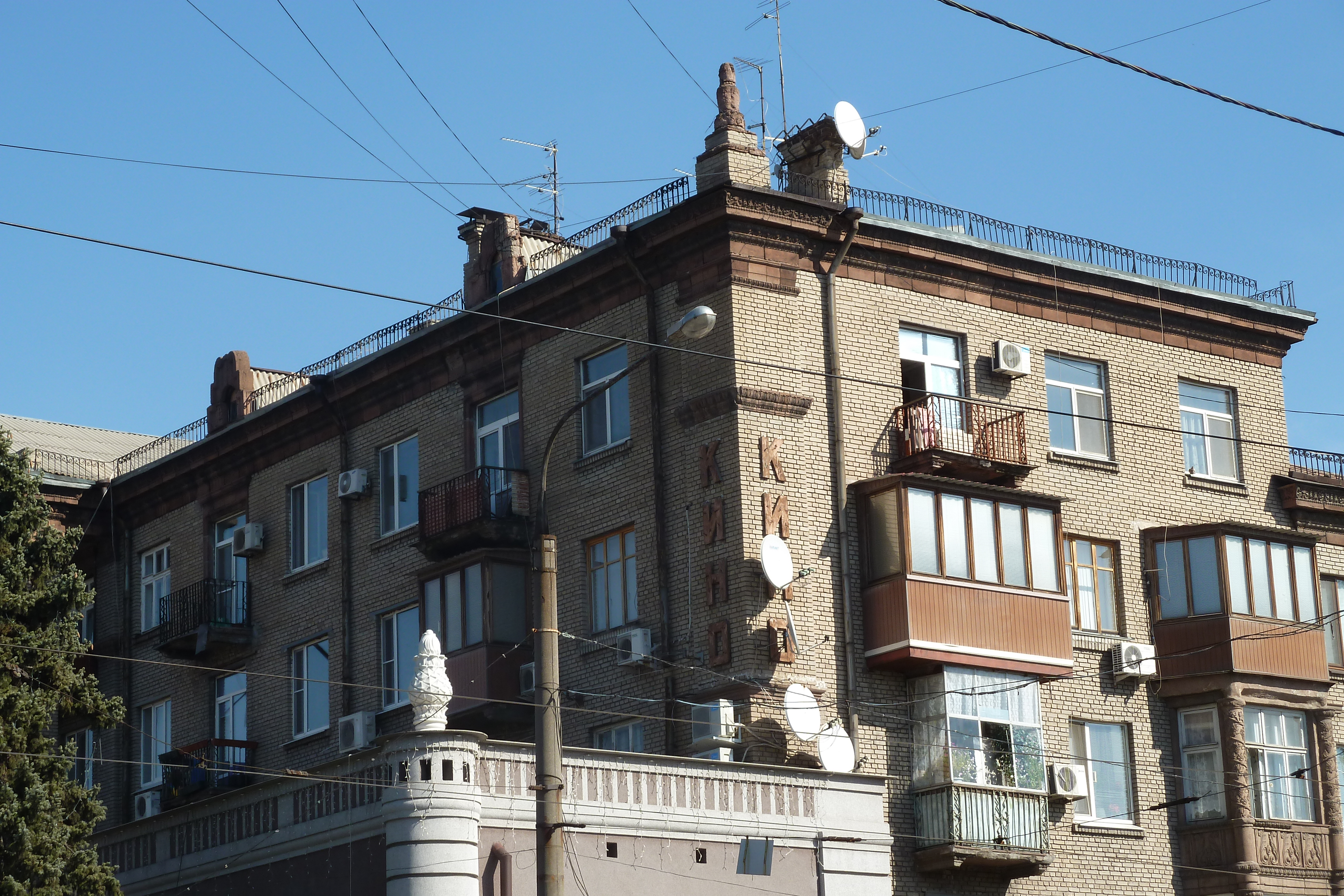
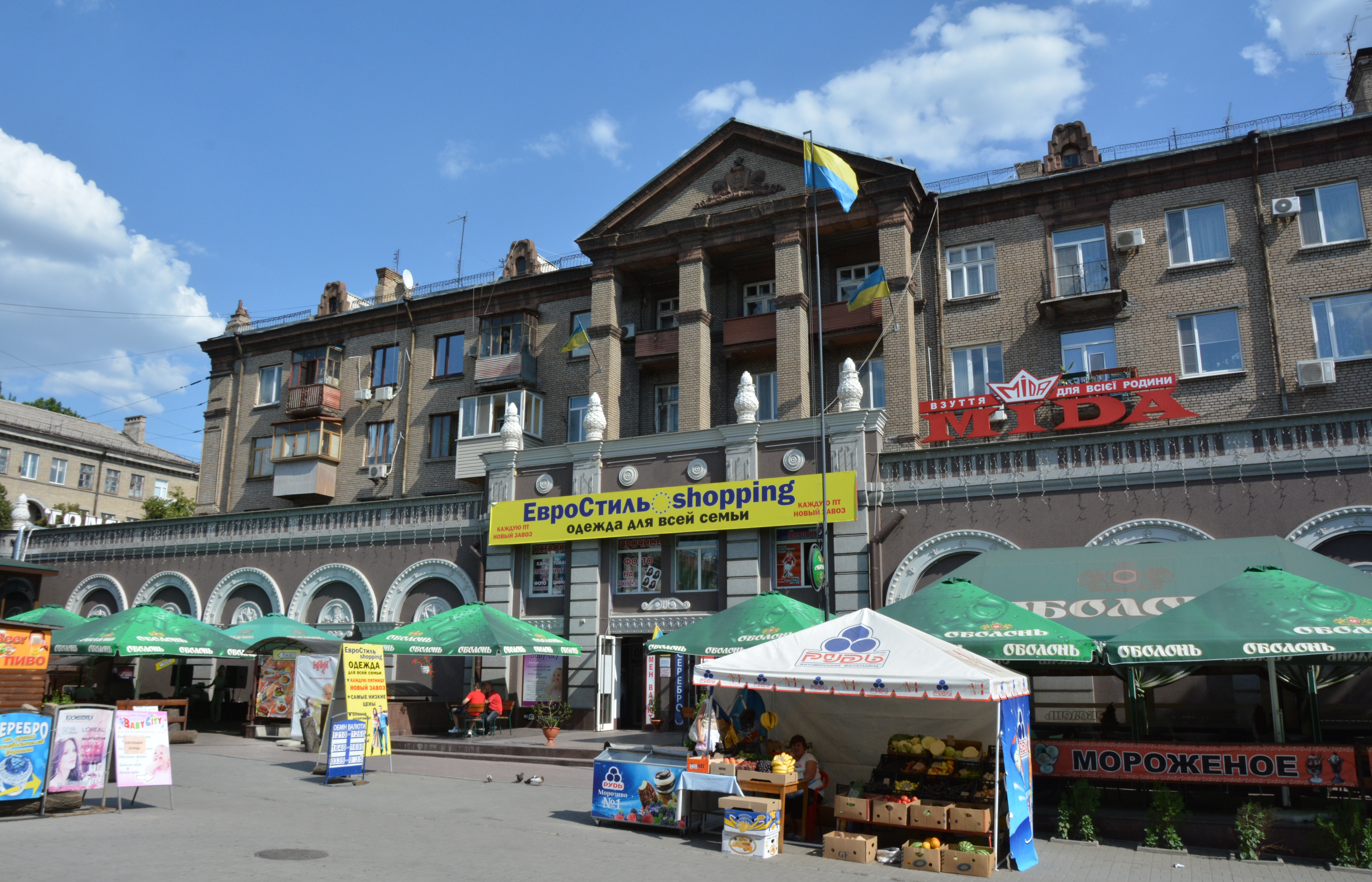
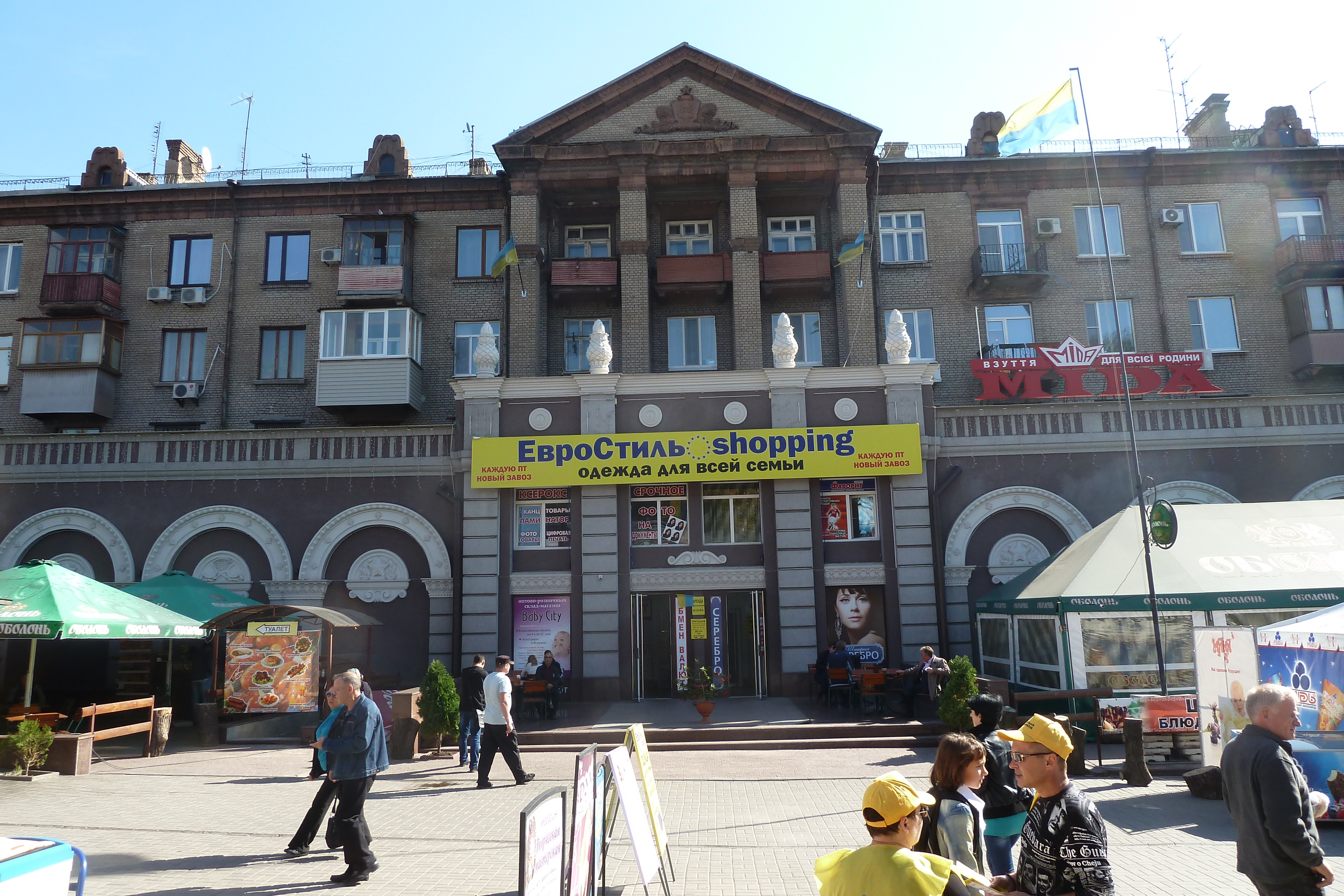